# Clubiona australiaca
Clubiona australiaca este o specie de păianjeni din genul Clubiona, familia Clubionidae, descrisă de Kolosváry, 1934. Conform Catalogue of Life specia Clubiona australiaca nu are subspecii cunoscute.